# Danganronpa: The Animation
Danganronpa: The Animation, connue au Japon sous le nom de Danganronpa: Kibō no gakuen to zetsubō no kōkōsei The Animation (ダンガンロンパ 希望の学園と絶望の高校生 The Animation), est une série télévisée d'animation japonaise de 13 épisodes basée sur la série de jeux vidéo de Spike (devenu Spike Chunsoft), Danganronpa. La série produite par le studio d'animation Lerche reprend l'histoire du premier jeu Danganronpa: Trigger Happy Havoc, sorti au Japon en 2010 sur PlayStation Portable,.

## Synopsis
La série raconte la même histoire que le jeu. Un groupe de 15 étudiants se retrouve prisonnier dans Hope's Peak Academy, une école prestigieuse recrutant des étudiants ayant une très grande maîtrise ou connaissances dans un domaine particulier. Un ours en peluche télécommandé appelé Monokuma se présentant comme le directeur, leur annonce qu'ils sont prisonniers à vie dans cette école. Le seul moyen d'en sortir est de commettre un meurtre sans se faire démasquer au cours du procès de classe qui s'ensuit.
L'histoire suit Makoto Naegi et 14 autres étudiants « Ultime » possédant chacun un talent unique.

## Liste des épisodes
| No | Titre français | Titre japonais                                                                            | Titre japonais | Date de 1re diffusion |
| No | Titre français | Kanji                                                                                     | Rōmaji | Date de 1re diffusion |
| -- | --- | ----------------------------------------------------------------------------------------- | --- | --------------------- |
| 1  | Prologue - Bienvenue à l'école du désespoir                                                                                    | PROLOGUE ようこそ絶望学園                                                                 | Yōkoso zetsubō gakuen                                                                                                   | 5 juillet 2013        |
| 2  | Chapter 01 - Vivre et tuer, vie (non) quotidienne                                                                              | CHAPTER 01 イキキル （非）日常編                                                          | Ikikiru: (Hi-)nichijō-hen                                                                                               | 12 juillet 2013       |
| 3  | Chapter 01 - Vivre et tuer, vie quotidienne                                                                                    | CHAPTER 01 イキキル 非日常編                                                              | Ikikiru: Hinichijō-hen                                                                                                  | 19 juillet 2013       |
| 4  | Chapter 02 - Magazine Shônen hebdomadaire du désespoir, vie (non) quotidienne                                                  | CHAPTER 02 週刊少年ゼツボウマガジン（非）日常編                                           | Shūkan shōnen Zetsubō Magajin: (Hi-)nichijō-hen                                                                         | 26 juillet 2013       |
| 5  | Chapter 02 - Magazine Shônen hebdomadaire du désespoir, vie non quotidienne                                                    | CHAPTER 02 週刊少年ゼツボウマガジン非日常編                                               | Shūkan shōnen Zetsubō Magajin: Hi-nichijō-hen                                                                           | 2 août 2013           |
| 6  | Chapter 03 - Le retour de la légende galactique du futur ! Debout, ô puissant héros !                                          | CHAPTER 03 新世紀銀河伝説再び! 装甲勇者よ大地に立て! （非）日常編                         | Shinseki ginga densetsu futatabi! Sōkō yūsha yo daichi ni tate!: (Hi-)nichijō-hen                                       | 9 août 2013           |
| 7  | Chapter 03 - Le retour de la légende galactique du futur ! Debout, ô puissant héros ! Vie non quotidienne                      | CHAPTER 03 新世紀銀河伝説再び! 装甲勇者よ大地に立て! 非日常編                             | Shinseki ginga densetsu futatabi! Sōkō yūsha yo daichi ni tate!: Hinichijō-hen                                          | 16 août 2013          |
| 8  | Chapter 04 - All All Apologies ! Vie (non) quotidienne                                                                         | CHAPTER 04 オール・オール・アポロジーズ I                                                 | Ōru Ōru Aporojīzu I | 23 août 2013          |
| 9  | Chapter 04 - All All Apologies II                                                                                              | CHAPTER 04 オール・オール・アポロジーズ II                                                | Ōru Ōru Aporojīzu II | 30 août 2013          |
| 10 | Chapter 05 - Malbouffe du désespoir d'une jeunesse défilante - Vie (non) quotidienne                                           | CHAPTER 05 疾走する青春の絶望ジャンクフード（非）日常編                                   | Shissō suru seishun no zetsubō Janku Fūdo: (Hi-)nichijō-hen                                                             | 6 septembre 2013      |
| 11 | Chapter 05 - Malbouffe du désespoir d'une jeunesse défilante - Vie non quotidienne                                             | CHAPTER 05 疾走する青春の絶望ジャンクフード非日常編                                       | Shissō suru seishun no zetsubō Janku Fūdo: hinichijō-hen                                                                | 13 septembre 2013     |
| 12 | Chapter 06 - La raison pour laquelle l'Ultime Malchanceux a attiré l'Ultime Assassin, l'Ultime Exécution et l'Ultime Désespoir | CHAPTER 06 超高校級の不運が超高校級の殺人と超高校級の処刑と超高校級の絶望を引き寄せた理由 | Chō kōkō-kyū no fuun ga chō kōkō-kyū no satsujin to chō kōkō-kyū no shokei to chō kōkō-kyū no zetsubō o hikiyoseta riyū | 20 septembre 2013     |
| 13 | Épilogue - Adieu, académie du désespoir                                                                                        | EPILOGUE さよなら絶望学園                                                                 | Sayonara, zetsubō gakuen                                                                                                | 27 septembre 2013     |